# 藤井賢三
藤井 賢三（ふじい けんぞう、1933年7月13日 - 2006年10月13日）は、プロ野球球団近鉄バファローズ球団社長である。

## 来歴・人物
滋賀県出身。1957年に京都大学法学部を卒業した後に近畿日本鉄道に入社した。
企画部長、近鉄興業社長、専務を経て、1998年から球団社長に就任した。
2001年をもって、退任し、同年6月から2005年までに三重交通会長を務めた。
2006年10月13日、肺炎のために死去。73歳没。